# 3926 Ramirez
3926 Ramirez (1978 VQ3) là một tiểu hành tinh vành đai chính được phát hiện ngày 7 tháng 11 năm 1978 bởi E. F. Helin và S. J. Bus ở Palomar.